# Julian Biegański
Julian Biegański (poległ pod Batorzem 6 września 1863 roku) – powstaniec listopadowy, porucznik kosynierów w powstaniu styczniowym.
Jako żołnierz powstania odznaczony został w 1831 roku Orderem Virtuti Militari. 